# Grad Ribnik
Grad Ribnik ali Stari grad Ribnik je grad vodni grad na Hrvaškem, ki so ga koncem 13. stoletja zgradili ob stari trgovski cesti od Karlovca proti Metliki. Stoji v mali dolini, po kateri teče potok Obrh. Ta potok ustvarja pred gradom majhen ribnik, ki je bil včasih precej večji in po njem je ime dobil tudi grad h kateremu je spadalo tudi gospostvo.

## Zgodovina
Najstarejši lastniki gradu Ribnika so bili vodički ali gorički grofje, ki so se kasneje imenovali grofje Babonići (Blagaji). Konec 13. stoletja in v začetku 14. stoletja so ribniškemu ozemlju vladali grofje Oto, Radoslav in Ivan Babonići, katerim je ogrski kralj Karl I. Robert Anžujski ob kronanju potrdil posest Hrvaške od meja Kranjske pa vse do Bosne, ter od Save do Gvozda. Radoslavov prednik Štefan Babonić je s svojimi 250 konjeniki s kraljem Andrejem II. sodeloval v križarskem pohodu »v Sveto deželo«. Štefanovi potomci so bili bani Slavonije vse od polovice 13. stoletja do leta 1323. Tega leta jih je Karl Robert, zaradi sodelovanja z Benečani, odstavil s položaja bana in jim odvzel vse posesti med Kolpo in Savo. Novi ban Mikac Prodanić jih je potisnil v Pounje, tako da je glavna veja rodu leta 1330 prvič nosila ime Blagajski po gradu Blagaj na Sani.

Leta 1382 je ogrski kralj podelil grad Ribnik Akušu Prodaniću. Njegov sin Mikac (vnuk omenjenega Mikca Prodanića) je grad in gospostvo Ribnik leta 1394 prodal Nikolaju IV. Frankopanu  (»krškemu in senjskemu«) za 9600 zlatih dukatov. Od takrat je bil grad za skoraj dve stoletji v rokah Frankopanov. Pri delitvi frankopanskih posesti je Ribnik, poleg Grižan in Ozalj pripadel Nikolaju V. Frankopanu. Ko je njegov sin Bartol umrl brez naslednika, je Ribnik prešel v lastništvo Štefana II. Frankopana in njegovega sina Bernardina. Frankopani Ozaljski so bili lastniki Ribnika do 1576.
Plemiška rodbina Zrinskih postane lastnik gradu in gospostva Ribnik leta 1576 in ostane vse do Zrinsko-Frankopanske zarote leta 1670. V Ribniku je še bival Petrov nečak Adam Zrinski v času od 1678 do njegove smrti v boju s Turki pri Slankamenu leta 1691. 
Čeprav so Turki sosednjo Metliko na Kranjskem (oddaljeno let 9 km) požgali 1431, 1469, 1491 in 1492 ter jo zavzeli 1577, so se gradu Ribnik izogibali ali zaradi učinkovite obrambne moči ali diplomacije Zrinskih Nato v 17. stoletju grad doživlja dekadenco v času uprave karlovških generalov in kraljevske komore in potem celo stoletje grofje Petači, dokler ga v 19. stoletju ni popravil in posodobil za svoje potrebe madžarski plemič Gall. Tekom te zadnje obnove so bili mnogi deli Ribnika zazidani ali pregrajeni, dodane so nekatere gospodarske komore in delavnice. 
Ribnik je preživel burne čase od srednjega veka do danes in ostal relativno celovit. 

## Lažni Frankopani
Najnovejša zgodba iz dolge zgodovine gradu Ribnik se je začela leta 2002, ko je občina v dobri veri grad prodala družini Dolmi de Frankopan, ki se je lažno predstavljala kot naslednik legendarne hrvaške plemiške družine. Ti so ga pričeli pregrajevati brez potrebnih spomeniško-varstvenih dovoljenj (devastacija s cementom, betonom in plastiko). V sporih pa je grajska stavba prepuščena devastaciji in propadanju. Lažni Frankopani v  20 letih niso vložili ničesar v obnovo, plan obnove ne obstaja.